# 박정천
박정천(朴正天，미상 ~ )은 조선민주주의인민공화국의 군인 겸 정치인이다. 조선로동당 중앙정치국 상무위원 겸 조선로동당 중앙위원회 비서국 비서 겸 조선로동당 중앙군사위원회 부위원장이다.

## 경력
2012년 포병사령부 사령관으로 인민군 소장부터 중장을 거쳐 2013년 4월에 인민군 상장으로 승진했다. 2014년 총참모부 부총참모장과 화력지휘국장으로 임명되었다. 2015년 2월, 인민군 상장에서 소장으로 강등되었다.
2016년 5월, 조선로동당 제7차 대회에서 조선로동당 중앙위원회 위원에 임명되었다. 2016년 11월 인민군 총참모부 포병국장에 임명되었으며, 12월 인민군 중장을 거쳐 2017년 인민군 상장으로 승진했다.
2019년 4월 14일 인민군 상장에서 대장으로 승진하였다가. 2019년 9월 6일 인민군 포병국장에서 총참모장으로 승진되었다. 그리고 그는 2020년 10월에 리병철 당 중앙군사위원회 부위원장과 같이 원수로 진급하였다. 그러나 2021년에 차수로 강등되었으나 오히려 당 정치국 상무위원에 선출되어 승진하였다. 2022년 4월 25일 원수 재진급이 확인되었다.

## 최고인민회의 대의원
2014년 3월 최고인민회의 제13기 대의원에 선출되었고, 2019년 3월 제14기 대의원에 재선되었다.

## 기타
2018년 8월 김영춘 사망 당시에 국가장의위원회 위원을 맡았다.